# Verrucella diadema
Verrucella diadema is een zachte koraalsoort uit de familie Ellisellidae. De koraalsoort komt uit het geslacht Verrucella. Verrucella diadema werd in 1999 voor het eerst wetenschappelijk beschreven door Grasshoff. 